# Бердетт Галдорсон
Бердетт Галдорсон (англ. Burdette Haldorson, 12 січня 1934 — 13 жовтня 2023) — американський баскетболіст.
Олімпійський чемпіон 1956, 1960 років.
Переможець Панамериканських ігор 1959 року.